# Паоли, Паскаль
Паска́ль Паоли́ (во французском произношении — фр. Pascal Paoli), или Паскуа́ле Па́оли (в итальянском и корсиканском произношении — итал. и корс. Filippo Antonio Pasquale de' Paoli; 6 апреля 1725 — 5 февраля 1807) — корсиканский политический и военный деятель, глава правительства Корсиканской республики в 1755—1769 годах.

## Молодость
Родился 6 апреля 1725 года в местечке Моросалья близ Корте на Корсике. Был вторым сыном врача Джачинто Паоли. Во время вспыхнувшего 4 года спустя восстания против генуэзцев, Паоли-отец был избран одним из трёх руководителей — «генералов народа» — и оставался в этой должности до поражения восстания в 1739 году, после чего уехал в Неаполь с 14-летним Паскалем. Там Паскаль получил хорошее классическое образование, а в 17 лет вступил в корсиканский полк неаполитанской армии под началом отца.

### Во главе Корсиканской республики
В начале 1755 года Джачинто Паоли посылает сына на Корсику, где продолжались волнения против Генуи, в качестве своего представителя. Паскуале Паоли прибыл на Корсику 29 апреля. Но ещё 20 апреля он был избран патриотами главой правительства Корсиканской республики с чином генерал-капитана. Правда, за Паоли голосовали только горские кланы, тогда как равнинные кланы избрали генералом Марио Матра, который выступил против Паоли и призвал на помощь генуэзцев. Однако Матра был быстро разбит и погиб, и Паоли стал единоличным лидером Корсики.
На посту главы правительства Паоли утвердил внутреннее спокойствие, образовал регулярное войско и прогнал генуэзцев до морских берегов, где те владели четырьмя укреплёнными городами. 18 ноября 1755 года корсиканское собрание (Диета) приняло написанную Паоли конституцию Корсиканской республики, провозгласившую Корсику суверенным государством. Паоли по этой конституции был избран главой государства — Генералом. Избирательные права получали все граждане старше 25 лет, высшим органом объявлялась Генеральная Диета, созывавшаяся раз в год, а непосредственное управление осуществлял Государственный Совет, совмещавший функции собственно государственного совета, правительства (он делился на 3 министерских комиссии: финансов, военную и юстиции) и верховного суда. Генерал являлся его председателем.

## Французское вторжение и эмиграция

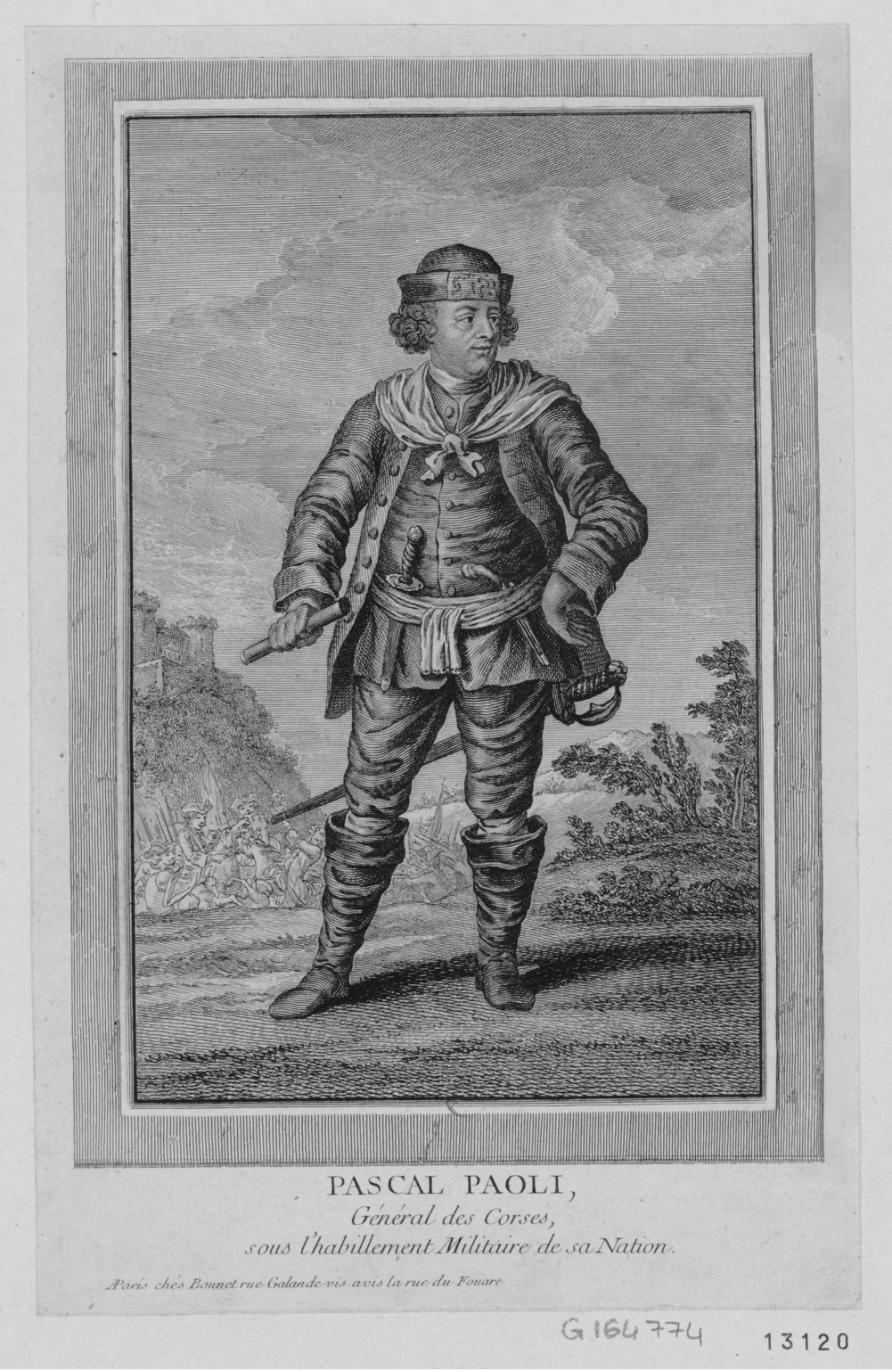
«Паскаль Паоли, корсиканский генерал, в военной одежде своего народа». Французская гравюра 1760-х гг.

В 1763 году Паоли во главе 600 корсиканских добровольцев захватил остров Капрая, откуда беспрестанно тревожил торговлю генуэзцев, так что последние вынуждены были просить помощи у Франции. Людовик XV послал им только 6 000 человек для занятия крепостей и генуэзцы по-прежнему должны были продолжать собственными силами неравную борьбу с корсиканцами. Тогда генуэзское правительство решилось продать Франции Корсику. Людовик XV сделал ряд предложений, чтобы склонить Паоли к покорности, но они были отвергнуты. Тогда на остров высадились маркиз Марбуа и граф Во. Англия оказывала корсиканцам помощь, но тайно, не решаясь вступить в открытую конфронтацию с Францией из-за Корсики.
В октябре 1768 года Паоли осадил отряд в 700 французов под командованием де Лудра в Борго. На помощь своим, выступил 3-тысячный отряд Де Марбо и Шавелина. Паоли вдохновлял своих солдат словами:  «Патриоты! Вспомните Корсиканскую вечерню, когда на этом самом месте вы уничтожили французов. Честь отечества и общественная свобода сегодня нуждаются во всей вашей доблести. Европа смотрит на вас!». После 10-часового боя, в котором наступающих французов успешно сдерживал Клеман Паоли (брат Паскаля), Де Марбо и Шавелин были вынуждены отступить, а де Лудр капитулировал 9 октября. Французы потеряли 600 убитыми, 1000 ранеными, 600 пленными; были взяты 10 артиллерийских орудий и 1700 ружей. Эта победа произвела сильнейшее впечатление в Европе; Людовик XV настолько упал духом, что в первый момент был готов уже отказаться от дальнейших попыток завоевать Корсику, и только уговоры герцога Шуазеля заставили его продолжить войну. Были направлены подкрепления, войска возглавил граф де Во. Также было предпринято несколько попыток организовать покушение на Паоли и подкупить его помощников.
Весной 1769 года французские силы, достигшие 22 тысяч человек, под командованием графа Во начали новую кампанию. Французский отряд двинулся из Бастии на столицу республики Корте. Паоли попытался преградить им дорогу у моста Понто Ново. 9 мая 1769 года французы нанесли корсиканским войскам, которыми командовал лично Паоли, решающее поражение в битве при Понте-Ново. Исход битвы решило то обстоятельство, что прусские наёмники Паоли (ранее служившие генуэзцам) открыли огонь по корсиканцам, направившимся к мосту с противоположной стороны, якобы приняв их за беглецов; предполагают, что это было плодом измены. Поражение имело катастрофические последствия для корсиканцев. После еще нескольких арьергардных боев, Паоли с 300 человек 13 июня покинул Корсику и отплыл в Ливорно, а оттуда в Англию. Кафтан, который был на нём тогда, был в нескольких местах прострелен пулями.
В эмиграции Паоли тесно сошёлся с английский интеллектуальной и политической элитой, особенно вигами, был представлен ко двору и стал искренним поклонником Англии и английских порядков.

## Вторая попытка завоевания независимости Корсики

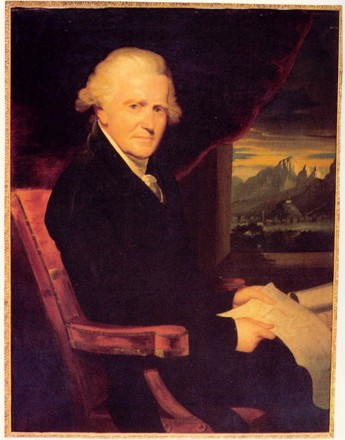
Паоли в последние годы жизни. Портрет У. Бичи

В 1790 году Паоли, воспользовавшись объявленной Учредительным собранием Франции амнистией, возвратился на родину, встреченный как герой и корсиканцами, и революционно настроенными французами. В 1790 году Паоли был комендантом Бастии, а затем председателем департамента Корсика и начальником национальной гвардии. Но он всё ещё помышлял об освобождении острова и поэтому склонялся на сторону Англии. Паоли вступил в конфронтацию с партией сторонников якобинцев, которую возглавлял Кристоф Саличети (депутат Конвента от Корсики) и к которой примыкали и братья Буонапарте: Жозеф, Наполеон и Люсьен (их отец, Карло Буонапарте, был когда-то секретарём Паоли и его адъютантом в роковой кампании 1769 года, но затем примкнул к профранцузской партии). Главным сподвижником Паоли был другой депутат-корсиканец, Поццо ди Борго. Кроме разногласий по вопросам сепаратизма и «единой и неделимой Республики», Паоли отделяли от якобинцев и социальные взгляды — он был сторонником либерально-аристократического строя по английскому образцу и сочувствовал умеренным роялистам.
В начале 1793 года отношения Поццо с местными и парижскими якобинцами обострились до крайности. В феврале по требованию Парижа Паоли послал военную экспедицию против Сардинии, поставив во главе её генерала Колонна де Сезара, которого втайне проинструктировал: «Не забывай, что Сардиния — наш естественный союзник». Экспедиция окончилась ожидаемой неудачей, якобинцы доносили в Париж об измене Паоли (Наполеон Буонапарте направил соответствующее письмо военному министру, Бартоломео Арена выступил в Конвенте). Конвент послал на Корсику трёх комиссаров, включая Саличети, с тем чтобы разобраться в ситуации.
В мае Конвент издал декрет о смещении и аресте по обвинению в измене Паоли и Поццо ди Борго. 18-летний Люсьен Буонапарте похвалялся в письме, что это якобы дело его рук: он разоблачил Паоли в Тулонском клубе якобинцев, последние направили отчёт Конвенту, и тот опубликовал соответствующий декрет. Письмо Люсьена было перехвачено полицией Паоли и опубликовано, что вызвало общую ненависть корсиканцев к клану Буонапарте. 20 мая открывшееся в Корте под председательством Поццо ди Борго собрание (Консульта) провозгласило Паоли президентом острова и генералиссимусом его войск. Братья Буонапарте, как и братья Арена, Филиппе Буонарротти и другие якобинцы, были объявлены исключёнными из корсиканской нации. Конвент, в свою очередь, объявил Паоли изменником. Семейство Буонапарте едва сумело бежать, их дом был разрушен. Французы были оттеснены в Бастию и ещё несколько приморских пунктов.
Паоли сформировал временное правительство. Корсиканцы обратились за помощью к английскому флоту, стоявшему у Тулона. В феврале-августе 1794 года англичане полностью взяли все укрепленные пункты, в которых оставались французы. Английский король Георг III был провозглашён королём Корсики (что однако не означало вхождения Корсики в состав Англии). 17 июня 1794 года новая Консульта провозгласила создание Англо-Корсиканского королевства, приняла конституцию и объявила Паоли «Отцом отечества» (корс. Babbu di a Patria). Президентом Государственного собрания стал Поццо ди Борго. Представителем же монарха стал вице-король Гилберт Эллиот, граф Минто. В результате власть оказалась у Эллиота и сблизившегося с ним Поццо ди Борго, тогда как Паоли оказался отстранён от реальных рычагов управления и превратился в номинально-представительную фигуру. В 1795 году он пытался организовать выступления против Поццо и Эллиота, но потерпел неудачу.

### Новая эмиграция и смерть
В такой ситуации, Паоли  оставалось лишь принять предложение англичан покинуть Корсику и уехать в Лондон, где ему была назначена пенсия в 2000 фунтов стерлингов (1796). Вскоре после этого, англичане эвакуировались с Корсики, которая вернулась под власть Франции. Паоли умер 5 февраля 1807 года в Лондоне и был похоронен в Вестминстерском аббатстве; впоследствии его прах был перевезён и захоронен в его родной деревне Моросалья. Имя Паоли носит Корсиканский университет.

## Паоли и Наполеон
Паоли был кумиром молодого Наполеона. Семья Бонапартов поддерживала движение Паоли во время вторжения французов, но в итоге смирилась с господством последних. Ходили слухи, что Паоли был настоящим отцом Наполеона. Наполеон отвергал эти слухи. В 1793 году Наполеон и его брат Жозеф на короткое время побывали в плену паолистов, что поспособствовало переходу будущего императора от корсиканского к французскому национализму.

## Образ в кино
«Наполеон» (немой, Франция, 1927) — актёр Морис Шуц

## Галерея

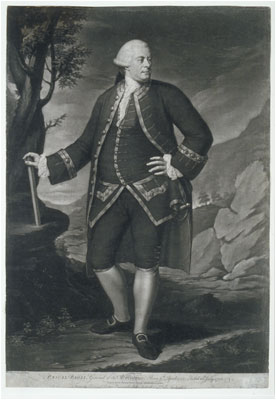
Генерал Паоли. Гравюра Генри Бенбриджа, 1768 или 1769
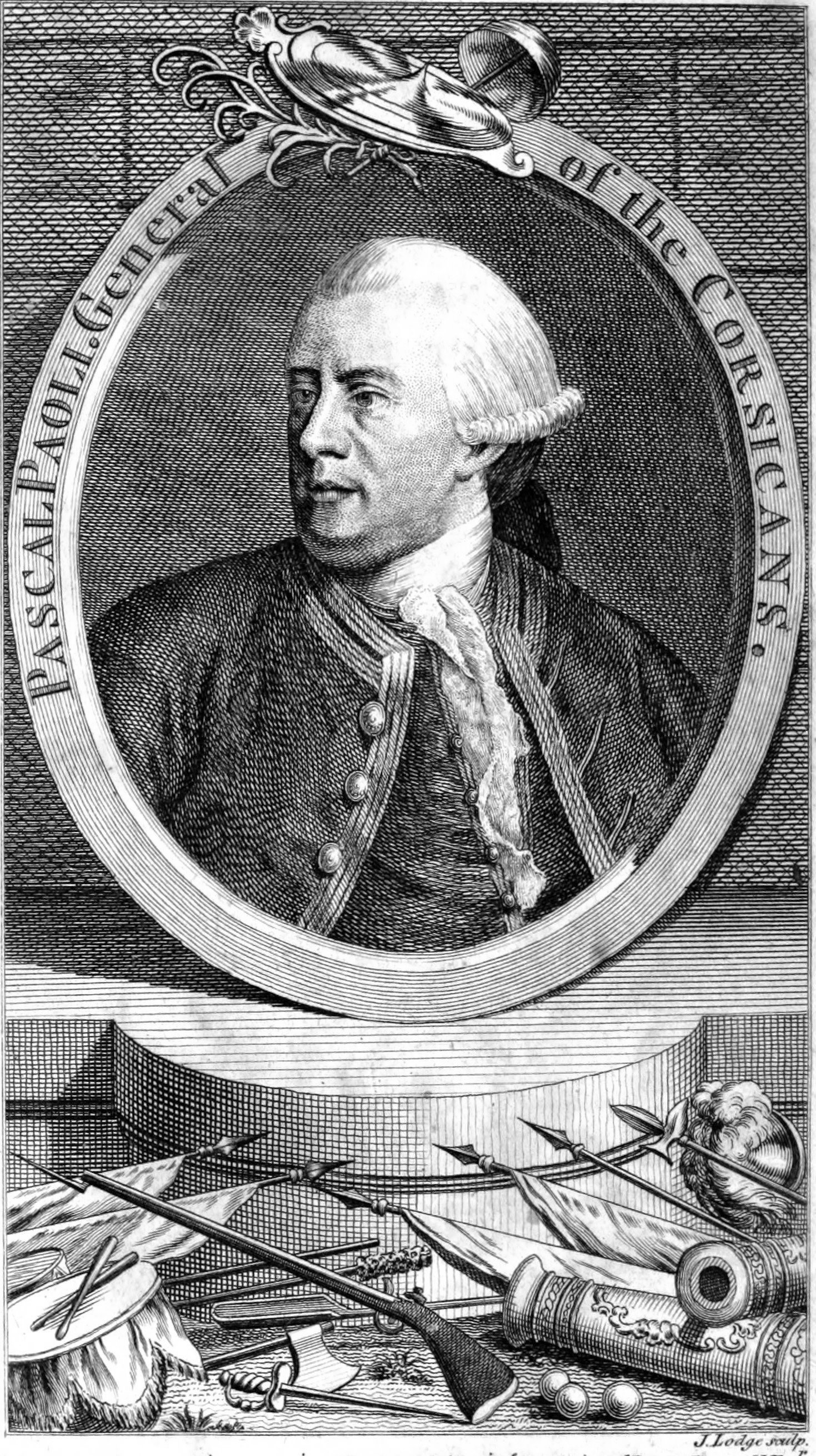
Портрет Паоли из английской брошюры, посвященной событиям на Корсике, 1769
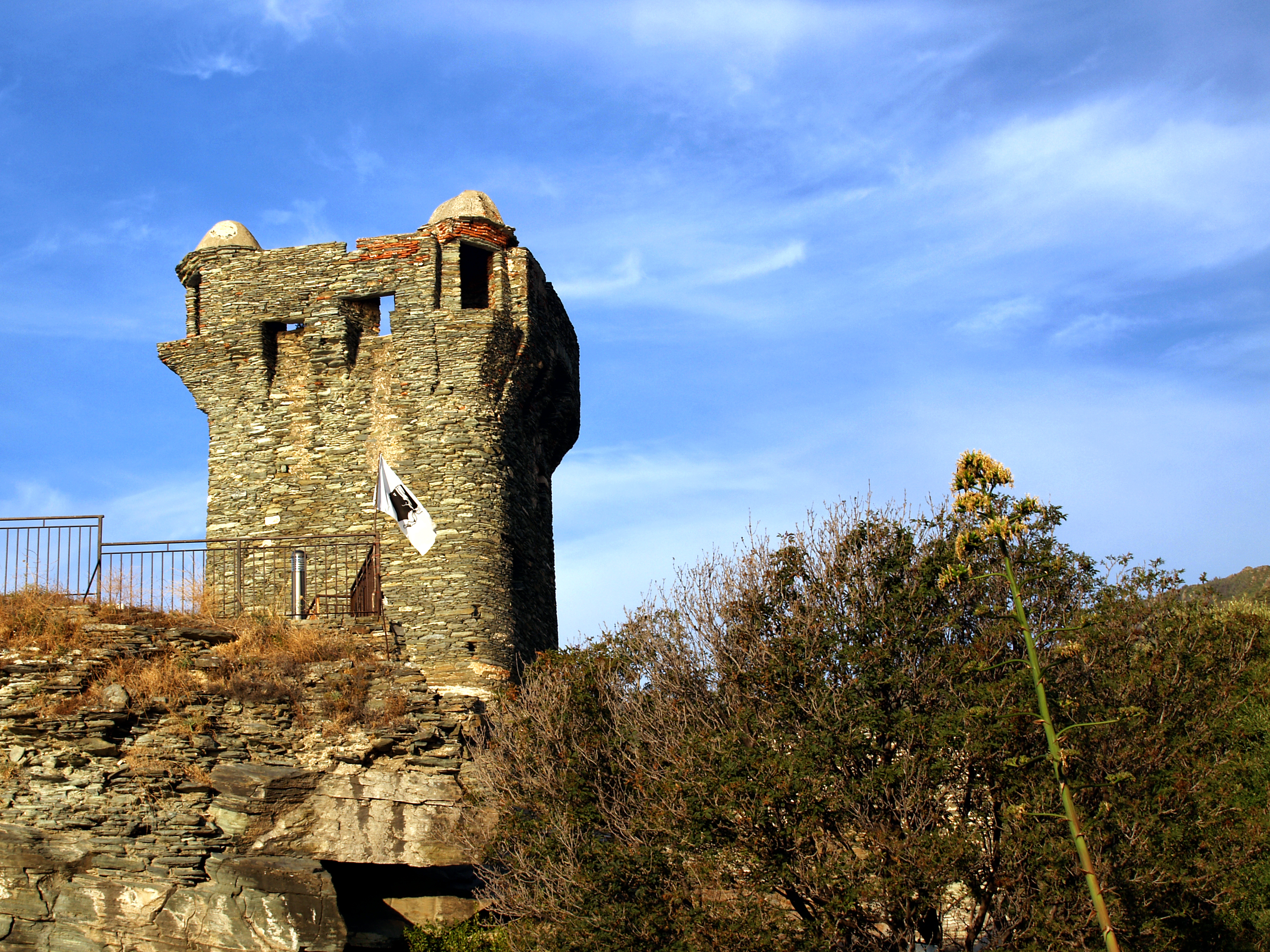
Башня в Нонце, построенная в 1760 г. по приказу Паоли и известная как "Торра Паолина" ("Башня Паоли").
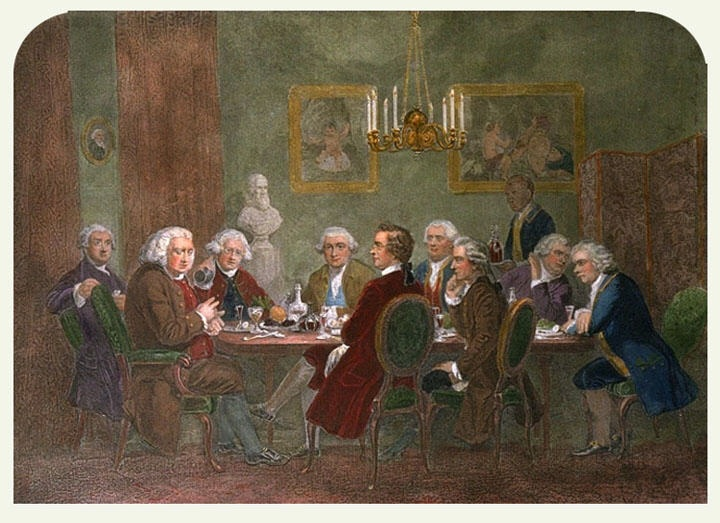
Литературный вечер у сэра Джошуа Рейнольдса. Картина Д.Дж.Томпсона. Паоли четвертый справа. Среди его собеседников: писатели Джеймс Босуэлл,  д-р Самуэль Джонсон, Оливер Голдсмит, актер Дэвид Гаррик, политик и политический мыслитель Эдмунд Берк, художник сэр Джошуа Рейнольдс.
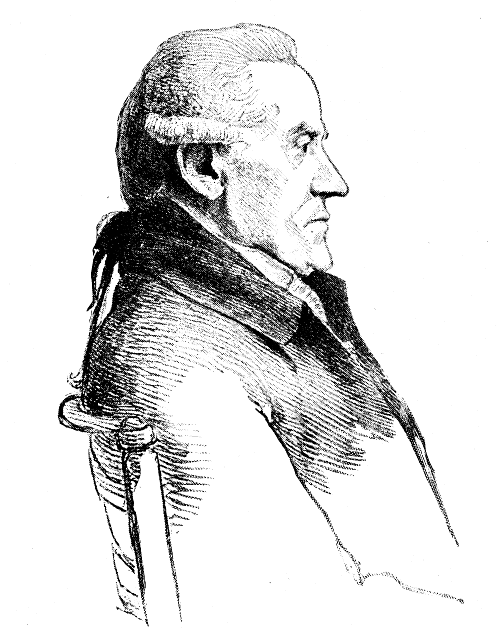
Паоли в последние годы. Гравюра Джорджа Данса по рисунку Вильяма Дэниэла.
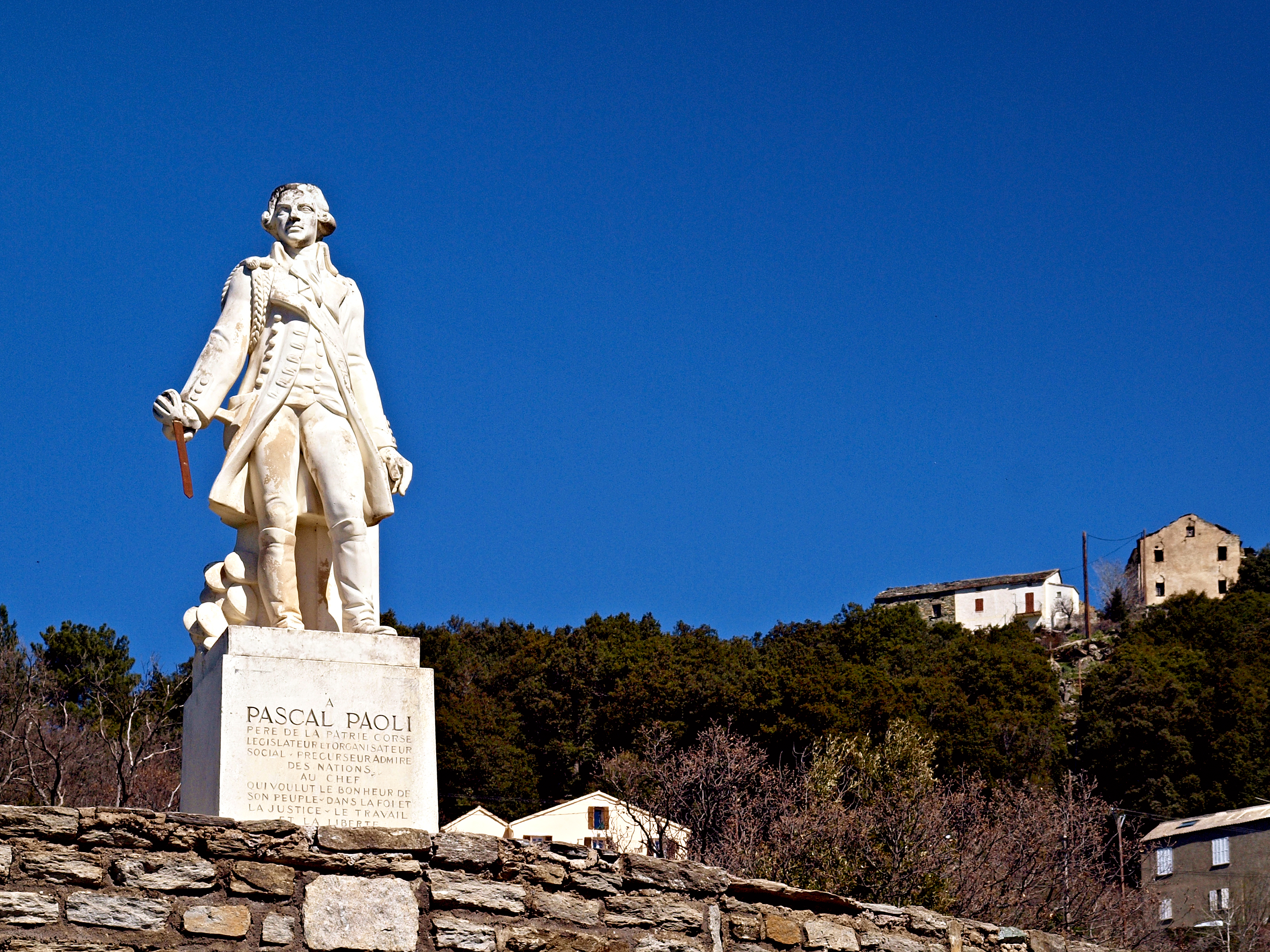
Памятник Паоли в Моросалье
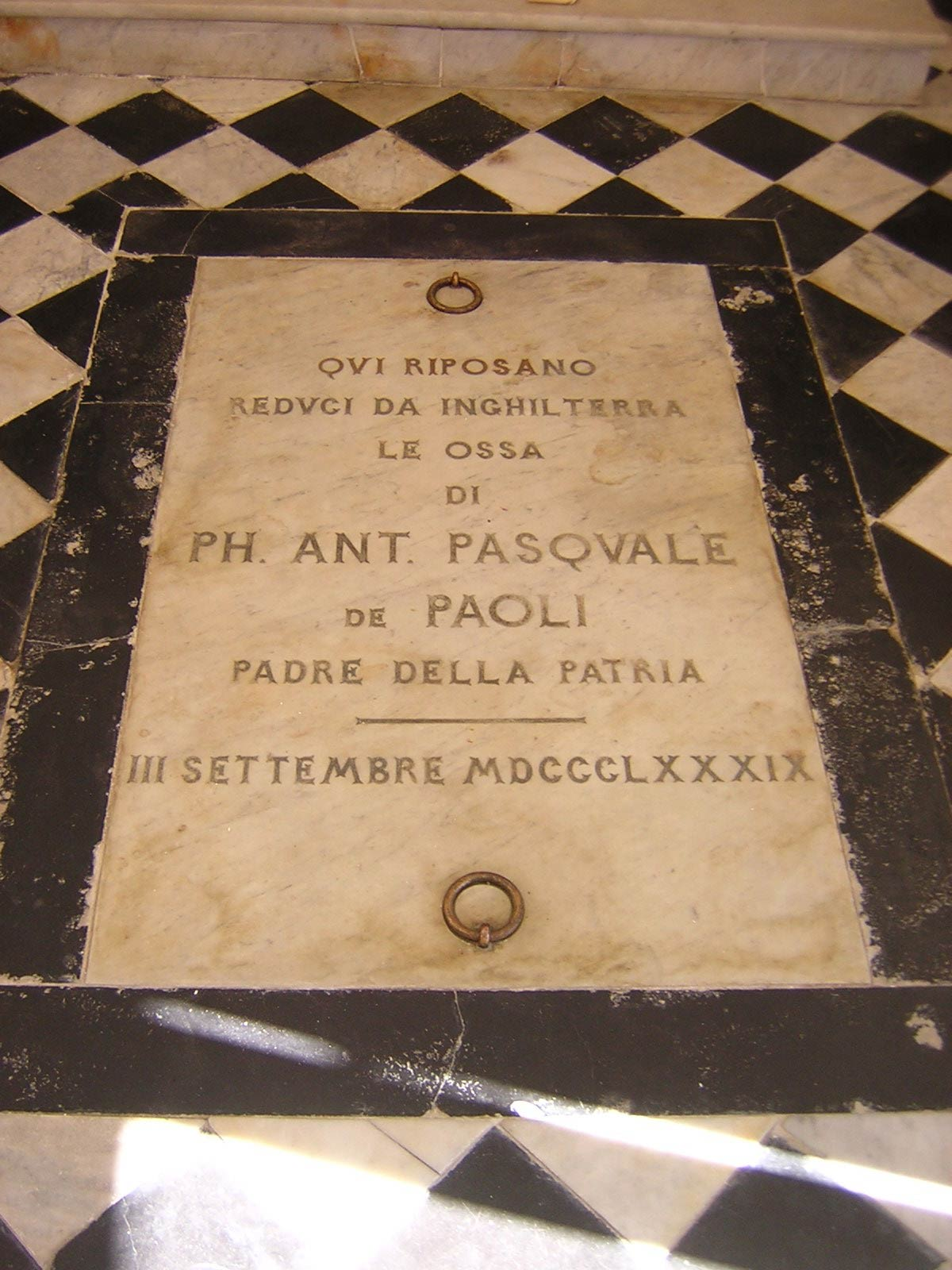
Могила Паоли в Моросалье